# ژوزه پریرا
ژوزه پریرا (پرتغالی: José Pereira؛ زادهٔ ۱۵ سپتامبر ۱۹۳۱) بازیکن فوتبال اهل پرتغال بود.
از باشگاه‌هایی که در آن بازی کرده‌است می‌توان به باشگاه فوتبال بلننسس و باشگاه فوتبال بیرامار اشاره کرد.
وی همچنین در تیم ملی فوتبال پرتغال بازی کرده‌است.